# وعود للوفاء (كتاب بايدن)
وعود يجب الحفاظ عليها: في الحياة والسياسة هي مذكرات بقلم الرئيس الأمريكي المنتخب عام 2019 جو بايدن، نشرت لأول مرة بواسطة راندوم هاوس في 31 يوليو 2007. تم نشر نسخة ذات غلاف ورقي في 28 أغسطس 2008.

## محتويات
بدأ بايدن بسرد حياته التي نشأ في عائلة كاثوليكية رومانية في سكرانتون، بنسلفانيا ولاحقًا في ويلمنجتون، ديلاوير. يشرح بالتفصيل حادث السيارة عام 1972 الذي أودى بحياة زوجته نيليا وابنتهما نعومي البالغة من العمر عامًا واحدًا، والصراعات التي واجهها في أعقاب ذلك. ثم يكتب عن الفرصة الثانية التي أتيحت له عند لقاء جيل جاكوبس في عام 1975، حيث بدأ حياته المهنية كممثل لولاية ديلاوير في مجلس الشيوخ الأمريكي. يستكشف الكتاب أيضًا حملته الرئاسية المحاصرة عام 1988، والتي عانى خلالها من تمدد الأوعية الدموية الدماغية، والتعافي الجسدي والسياسي الذي حققه لاحقًا.

## مرجع ثقافي
استوحى عنوان الكتاب من قصيدة روبرت فروست عام 1922 «التوقف عند وودز في أمسية ثلجية».

## ردود الفعل
وأشادت صحيفة كريستيان ساينس مونيتور بالكتاب قائلة «بايدن راوي حكايات بارع وله قصص تستحق السرد». وبالمثل، وصفتها صحيفة نيويورك تايمز بأنها «قصة شخصية مقنعة»، في حين أشاد صالون باستجابة بايدن للمأساة ووصفتها بأنها «رائعة ومحبوبة».

## روابط خارجية
- بايدن يتحدث عن الكتاب في نادي الصحافة الوطني (1 أغسطس 2007)